# Italienische Liga für Menschenrechte
Die Italienische Liga für Menschenrechte (italienisch: Lega italiana dei diritti dell’uomo, oft auch nur LIDU genannt) war eine politische Organisation, die während der Zwischenkriegszeit den italienischen Emigranten in Paris offenstand. Sie war klar antifaschistisch positioniert und engagierte sich im Kampf gegen die faschistische Diktatur.

## Geschichte
Die Vereinigung wurde 1922 in Paris gegründet. Im selben Jahr wurde die Internationale Menschenrechtsliga gegründet, der sie ein Jahr später beitrat. Im Jahre 1931 umfasste die LIDU 3000 Mitglieder.
Die LIDU setzte sich für die Gewährung politischen Asyls an antifaschistische Flüchtlinge ein, intervenierte bei drohenden Ausschaffungen und unterstützte die Emigranten materiell.
Die LIDU wuchs rasch; gab es im Jahre 1926 zwei Sektionen der Organisation in Frankreich, so waren es 1930 bereits 125. Mit der französischen Schwesterorganisation unter der Leitung ihres Präsidenten Victor Basch bestanden enge Kontakte, die den Zugang zu den französischen Behörden erleichterten.
Wichtige Persönlichkeiten der LIDU waren Alceste de Ambris, Luigi Campolonghi und Ernesta Campolonghi.
Wie alle italienischen Organisationen und Parteien, die im französischen Exil gegen den Faschismus kämpften, gab es auch in den Reihen der LIDU einige Informanten der italienischen politischen Polizei, die unerkannt ihr Doppelspiel trieben.
Der Zweite Weltkrieg und der deutsche Einmarsch in Frankreich setzen jeglicher Aktivität der LIDU ein Ende.

## Archivbestände
Es gibt zwei Archivbestände über die LIDU:
- In Mailand, beim Istituto Nazionale per la Storia del Movimento di Liberazione in Italia (INSMLI) http://beniculturali.ilc.cnr.it:8080/Isis/servlet/Isis?Conf=/usr/local/IsisGas/InsmliConf/Insmli.sys6t.file&Obj=@Insmlif.pft&Opt=search&Field0=%22=A00/01018/00/00/00000/000/000%22 (7. August 2014)
- In Nanterre, in der Bibliothèque de documentation internationale contemporaine (BDIC) http://www.bdic.fr/ (7. August 2014)